# Flamur Kastrati
Flamur Kastrati (* 14. listopadu 1991, Kristiansand, Norsko) je norsko-kosovský fotbalový útočník, od roku 2016 hráč klubu Aalesunds FK. Na svém kontě má starty za norské mládežnické reprezentace, od roku 2014 je reprezentantem Kosova. 

S mužstvem Strømsgodset IF vyhrál v roce 2013 Tippeligaen.

## Klubová kariéra
- SF Grei (mládež)
- Skeid Fotball (mládež)
- Skeid Fotball 2008
- FC Twente 2009–2011
- →  VfL Osnabrück 2011 (hostování)
- MSV Duisburg 2011–2012
- FC Erzgebirge Aue 2013
- Strømsgodset IF 2013–2016
- Aalesunds FK 2016–

## Reprezentační kriéra

### Norsko
Kastrati nastupoval za norské mládežnické reprezentace od kategorie U16.

### Kosovo
V A-mužstvu Kosova debutoval 5. 3. 2014 v přátelském zápase v Kosovské Mitrovici proti reprezentaci Haiti (remíza 0:0, tehdy ještě Kosovo nebylo členem FIFA).